# José Augusto Brandão
José Augusto Brandão (21 d'abril de 1911 - 20 de juliol de 1989) fou un futbolista brasiler.

## Selecció del Brasil
Va formar part de l'equip brasiler a la Copa del Món de 1938.

## Palmarès
- Campionat paulista:
  - Corinthians: 1937, 1938,1939, 1941